# کازابلانکا (شیلی)
کازابلانکا (به اسپانیایی: Casablanca) یک شهرستان‌ و شهر در شیلی است که در استان والپارایزو واقع شده‌است. کازابلانکا ۹۵۲٫۵ کیلومترمربع مساحت و ۲۴٬۵۳۷ نفر جمعیت دارد و ۲۹۳ متر بالاتر از سطح دریا واقع شده.